# 班哲文·富蘭克林
班傑明·富蘭克林 FRS FRSE（英語：Benjamin Franklin；1706年1月17日—1790年4月17日），出生於英屬北美殖民地馬薩諸塞灣省（今屬美國麻省波士頓），美国開國元勛之一。其为政治家、外交家、科學家、發明家，同時亦是出版商、印刷商、記者、作家、慈善家、共濟會的成員。作為科學家，他因電學發現和理論成為美國啟蒙時代和物理學史上重要人物。作為發明家，他因避雷針、雙目眼鏡、富蘭克林壁爐等聞名。他創立了許多民間組織，包括費城消防站和賓夕法尼亞大學。
富蘭克林很早就不懈倡導殖民地團結，最初以作者和發言人身份在倫敦呼籲，被譽為“美國第一人”。作為美國駐法國第一任公使，他成為新生國家榜樣，其所領導的公使館亦成為美國建國後最早的駐外代表機構。富蘭克林在美國民族精神上起奠基作用，倡導實用節儉、艱苦奮鬥、教育明哲、團體精神、自治政府，反對政治和宗教威權主義，富有啟蒙運動的科學和包容精神。歷史學家亨利·斯蒂爾·康馬格稱：“富蘭克林出清教徒精神而不染，濯啟蒙運動光芒而不妖。”沃爾特·艾薩克森認為這讓富蘭克林：“成為當時美國成就之最，在創立美國社會形式上影響最深”。
費城是殖民地大都，富蘭克林是該城成功的報紙編輯和出版人，在23歲時出版《賓夕法尼亞報》。富蘭克林用筆名“理查德·桑德斯”出版《窮理查年鑒》，由此致富。在1767年後，他參與《賓夕法尼亞紀事》報，該報主張革命，批評英國政策。
1751年，富蘭克林協助創辦費城學院，擔任首位校長，學院後為賓夕法尼亚大學。他組織創辦美國哲學會，任首位秘書，在1769年擔任主席。富蘭克林代表眾殖民地前往倫敦，力勸議會撤銷不得人心的印花稅法案，成為美國民族英雄。作為傑出外交家，他在法國巴黎大受歡迎，在建立積極的美法同盟上貢獻巨大，這些努力在美國獨立戰爭期間起關鍵作用，確保革命能從法國獲得補給。
在費城做郵政多年後，富蘭克林於1753年成為殖民地郵政代理總長，建立首個全國通訊系統。在革命期間，他成為美國首任郵政總長。富蘭克林積極參與社區、殖民地、州際、全國、國際各項事務。1785至1788年，他擔任賓夕法尼亞州長。最初，富蘭克林擁有並販售奴隸，但到1750年他釋放仆人，從經濟角度表示反對，成為廢奴主義者中傑出代表。
富蘭克林人生傳奇多彩，科學與政治上遺產豐富，在眾開國元勛中雄踞鰲頭，之後兩個世紀紀念不斷，多次在美國硬幣或紙幣（半美元硬幣／100美元紙幣）、艦船、城郡、學院、公司及各類文化活動再現。

## 祖先

### 母系
1667年8月15日，本傑明·富蘭克林的母親艾比亞·富爾家（Abiah Folger）在麻省楠塔基特出生。外祖父彼得·富爾家是位磨坊主、教師。外祖母瑪麗·莫雷爾曾是契約勞工。當英格蘭國王查理一世開始迫害清教徒時，她一家為追求宗教自由率先出逃。1635年，她們坐船前往波士頓。外祖父那種“叛逆註定代表美洲殖民地。”作為法院職員，外祖父不畏權貴豪強為中產店員和手藝人辯護，觸犯地方長官入獄。班傑明·富蘭克林效法外祖父，與賓州權貴威廉·佩恩唱對臺戲。

### 父系
班傑明·富蘭克林的父親若西亞·富蘭克林（Josiah Franklin）是位牛脂蠟燭匠，肥皂匠。1657年12月23日，若西亞生於英格蘭北安普頓郡。祖父托馬斯·富蘭克林是位鐵匠，祖母是簡·懷特。本傑明的父親和所有祖輩都生於英格蘭。

### 家庭
若西亞和兩位妻子共生育17子女。1677年左右，他在埃克頓迎娶首位妻子安娜·蔡爾德，在生育3子女後於1683年來到波士頓，之後再來4人。妻子去世後，若西亞於1689年7月9日在老南聚會所迎娶艾比亞·富爾家，受到牧師山姆·維拉德祝福。班傑明是他們第8子，是父親第15個孩子，兒子中老十，也是最小的兒子。

## 波士頓早年
1706年1月17日，班傑明·富蘭克林在馬薩諸塞州波士頓牛奶街出生，在老南聚會所受洗。班傑明的哥哥是詹姆斯·富蘭克林和他是若西亞·富蘭克林17孩子之一，第二任妻子艾比亞·富爾家10孩子之一。他的哥哥是詹姆斯·富蘭克林和妹妹簡。
若西亞想要班傑明就讀神學，由於拮据只讀了兩年。他就讀波士頓拉丁學校，但沒有畢業；隨後自學。雖然“他的父母要他以教堂為業”但富蘭克林10歲時失學。他為父親工作一段時間，12歲時做哥哥詹姆斯的學徒。詹姆斯是個印刷匠，帶富蘭克林進入出版行業。15歲時，詹姆斯創立《新英格蘭報》，是殖民地第一份完全獨立的報紙。
富蘭克林想要寫文章出版，被拒後采用中年寡婦筆名賽倫斯·杜古德（Silence Dogood，即“沈默行善”）。杜古德夫人的信件得以發布，在小鎮引發討論。詹姆斯和報紙讀者都沒有注意到這個把戲，當被戳穿後，詹姆斯很不高興。富蘭克林很小就倡導言論自由。1722年，哥哥因文章觸犯州長被關押三周，小富蘭克林接管報紙，以杜古德夫人之名稱（引用“加圖信件”）：“沒有思想自由就不會有智慧，沒有言論自由就不會有公共自由。”17岁时，富兰克林未经允许离家出走。在途中，富兰克林打破了素食，吃了鳕鱼。

## 費城

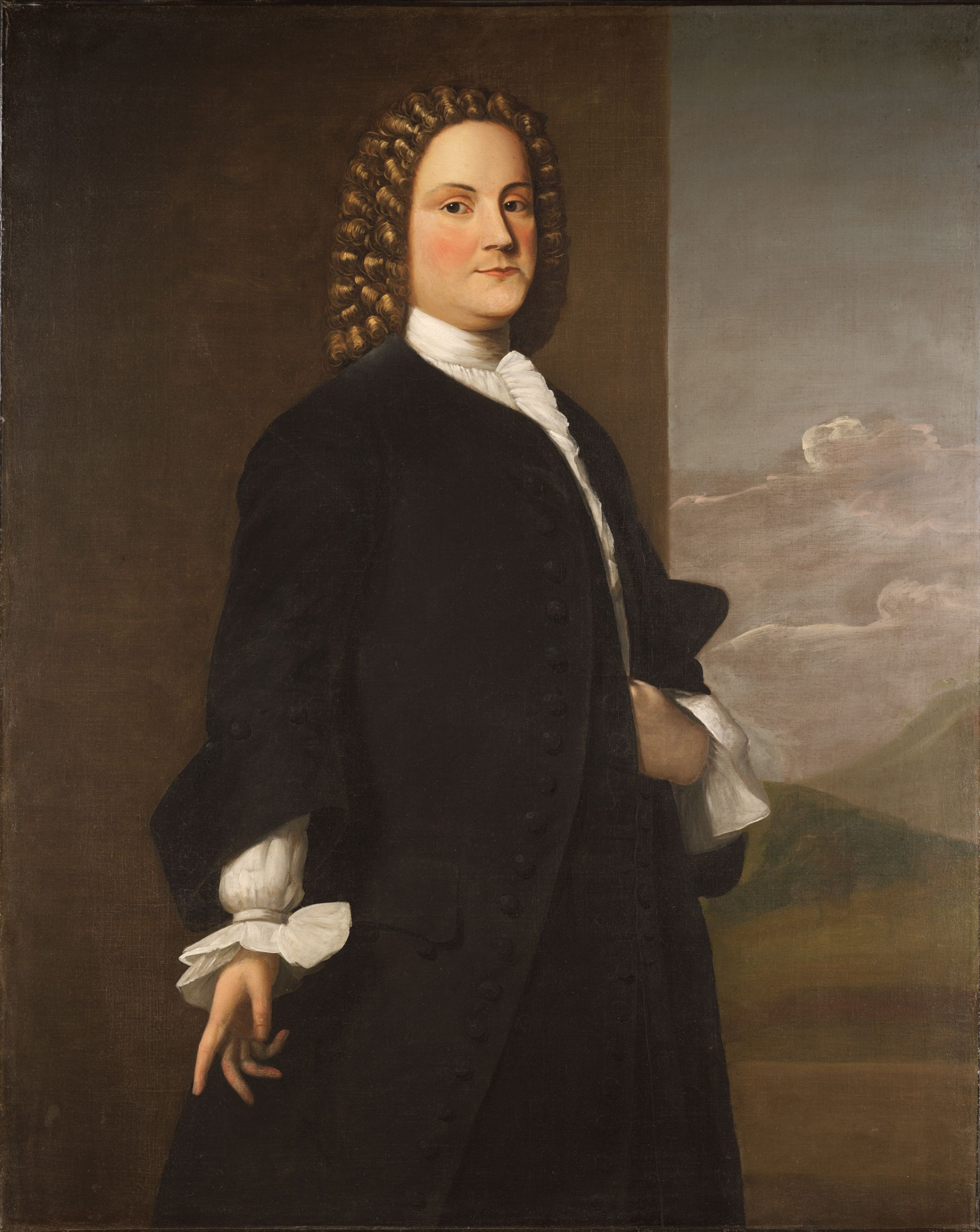
青年富蘭克林，羅伯特·菲克繪，1746年

17歲的富蘭克林逃到賓夕法尼亞州費城，想在新的城市開始新的生活。初到時，他在城裏幾家印刷店裏工作，但感到不滿意。幾個月後，州長威廉·吉斯男爵勸說富蘭克林去倫敦獲取設備，建立一家新報社。在倫敦時，富蘭克林注意到這個想法華而不實，就在印刷店做排版，現為史密斯菲爾德聖巴多羅買大教堂。托馬斯·德納姆是位商人，雇傭富蘭克林做店員、圖書管理員，在他的幫助下1726年富蘭克林回到費城。

### 共讀社和圖書館
1727年，21歲的班傑明·富蘭克林創立了共讀社（Junto），組織一群“志同道合的工匠商販在改良社區時自我提升。”共讀社討論時事，並在費城催生出許多其它組織。共讀社依照英國咖啡屋建立，咖啡屋是散布啟蒙思想的中心。
共讀社最大消遣是閱讀，但圖書昂貴稀少。社員建立圖書館，彼此共享資料，富蘭克林寫道：
既然圖書常在我們探討時引用，我提議聚會時收集些書，方便我們查閱；通過募集圖書館，我們應該、也喜歡留存它們，每個人都能參閱他人書籍，可以說人人共有所有圖書。
這還是不夠用。富蘭克林提出建立會員圖書館，集資購書以供閱讀。這導致費城圖書公司成立：1731年富蘭克林撰寫條例。1732年，富蘭克林雇傭美國首位圖書館員路易斯·蒂莫西。圖書館公司現為一家大型學術研究圖書館。

### 報紙新聞

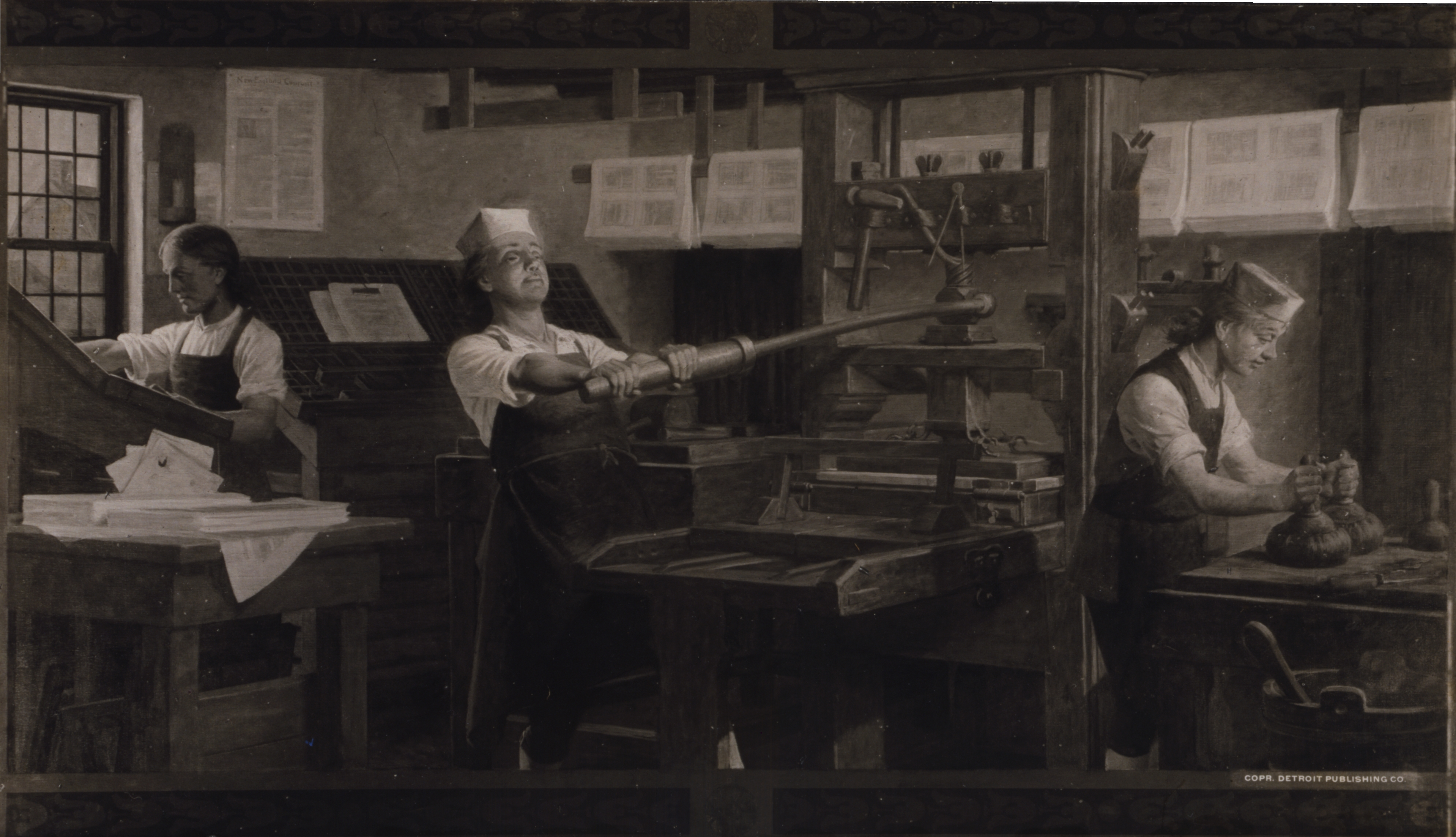
班傑明·富蘭克林（中）操作印刷機。查爾斯·米爾斯副本，底特律出版公司繪

托馬斯·德納姆去世後，富蘭克林回到老本行。1728年，富蘭克林與休·梅雷迪思一道建立印刷店；來年他開始出版報紙《賓夕法尼亞報》（The Pennsylvania Gazette）。報紙通過印刷文章和觀察給予富蘭克林激發當地改革和倡議的平臺。經過一段時間，他的評論，以及敏銳塑造出一位勤勞聰明青年的正面形象，給他在社會上帶來尊重。即便在富蘭克林成為著名科學家和政治家后，他依然習慣性地用樸實的“本·富蘭克林，印刷匠”（'B. Franklin, Printer'）簽名。
1732年，班杰明·富兰克林出版美洲第一版德语报纸《费城报》，可一年后被新的德语报纸挤垮。富兰克林用德语印刷摩拉维亚宗教书籍，常到访伯利恒的摩拉维亚弟太阳酒店。1751年，在人口增长和对殖民地影响的手册里，他称德裔人“粗鲁的圣骑士”，不能融入英语移民的“肤色”，称“黑色和黄褐色”是殖民地社会结构的弱点。虽然富兰克林显然很快反思，对之后的手册进行删节，但这种观念导致他日后在1764年的政治挫败。
富兰克林视报纸为教导美国人道德的良好工具。在《班杰明·富兰克林的新闻》中，拉尔夫·弗拉斯卡认为他视其为侍奉上帝，富兰克林觉得道德在乎行为，因此行善就是侍奉上帝。虽然自己不怎么样，但富兰克林觉得自己胜任道德训诫。富兰克林通过连锁合作从卡罗莱纳到新英格兰建立印刷网络，以此来尝试影响美国道德生活，由此创立首个新闻连锁业务。这不单单是做生意，和那时许多出版商一样，他认为出版有服务公共的义务。

班杰明·富兰克林盾徽

在1730年前一段時間，富蘭克林在費城立足時，城裏有兩大“小可憐”報刊，安德魯·布拉德福的《美國水星周報》和塞繆爾·凱默《藝術科學綜合指南及賓夕法尼亞報》。每周刊登的藝術科學指南全部來自《錢伯斯綜合字典》。富蘭克林接手後立刻刪去“指南”，修訂成為《賓夕法尼亞報》。報紙很快就成為富蘭克林的性格摹寫盤，他在上面自由地發表諷刺文章，展示自己的機警敏智，甚至純粹是惡作劇或娛樂。從一開始，他就知道如何讓自己的模式為自己所用。他寫的一系列文章叫做《大忙人》，這是他在1729年為布拉德福的《美國水星》寫的，這一列文章以約瑟夫·艾迪生的風格為基礎，並對其加以修改以使其適應當地情況。節儉的佩興斯在自己的小店裏忙忙碌碌，抱怨著那些浪費她寶貴時間的什麽也沒買的光顧者。佩興斯取材於自稱為“觀眾先生”的那些女士。大忙人本身就是一個真正的禦用者，就像《閑談者》上的畢克爾斯塔福一樣。Ridentius、尤金尼厄斯、卡托，克裏迪奧以及其他許多虛構的人物代表了傳統的十八世紀的古典主義。即使在這一點上，富蘭克林對當代進行諷刺，比如“索爾哲學家”克裏斯蒂奧顯然影射的就是富蘭克林的對手塞繆爾·凱默。
隨著時間推移，富蘭克林不再依賴文學慣例，而是更多運用自己的內在幽默。在這一點上，他卻沒有發現他們所具備的新的精神，比如艾迪生的優良教養、或斯威夫特的尖刻諷刺或浦伯尖銳的完整性。富蘭克林為自己的《賓夕法尼亞報》撰寫的絕妙短篇在美國文學占據不朽地位。
和當時大多數報紙一樣，《賓夕法尼亞報》印刷品質不好。富蘭克林忙裏忙外，無瑕提升機械設備標準，甚至沒有對報上陳腐過時消息進行適當編輯校對。他對報業的實際影響並不大。另一方面，他刊登圖書廣告，對推廣世俗文學興趣盎然。毫無疑問，他的刊物對文化的貢獻使得賓夕法尼亞在革命年代裏與眾不同。類似許多出版人，富蘭克林在印刷店旁邊搭建書店；在賣書時趁機閱讀。
富蘭克林計劃跨殖民地建立新聞網絡，提高收益，廣布道義，收獲一些成就。1731年，他從南卡罗来纳州查尔斯顿開始。在第二位編輯去世後，編輯遺孀伊麗莎白·提莫西在1738–46年接班，幹的不錯。她是殖民時期第一位女性印刷匠。富蘭克林在之後三十年裏與她和她的兒子彼得關系不錯，彼得在1746年接班。報紙在政治辯論上保持中立，為公共討論提供機會，鼓勵他人挑戰權威。彼得·提莫西回避武斷粗魯的偏見，在1765年英國危機爆發後力推愛國。不過，富蘭克林的《康乃狄克報》沒有成功。

### 與德寶拉·裏德的普通法婚姻
1723年，寄居裏德家時17歲的富蘭克林向15歲的德寶拉·裏德（Deborah Read）求愛。當時，富蘭克林依州長意見準備前往倫敦，前途未卜。裏德母親剛剛喪夫，拒絕了富蘭克林對女兒的請求。
在倫敦時，州長的支援不濟，旅途不得不延長。等不及的德寶拉與約翰·羅傑斯結合。這是個遺憾的決定，羅傑斯為躲債帶著嫁妝逃到巴巴多斯不知下落。由於重婚法律約束，德寶拉不能再嫁。
1730年9月1日，富蘭克林與德寶拉·裏德建立普通法婚姻。他們接受富蘭克林私生子威廉·富蘭克林，將其帶大。他們有兩個孩子，兒子弗朗西斯·富爾家·富蘭克林生於1732年10月，在1736年因天花去世。女兒莎拉·富蘭克林生於1743年，與理查德·贝奇結婚，生育7子女，在父親年老時照顧有加。
德寶拉害怕大海，不願意與丈夫出使歐洲，另一個可能是班傑明怪罪德寶拉不讓兒子接種疫苗以致大病。1769年11月，德寶拉致信稱因丈夫長年不在，自己“不滿抑郁”生病，但班傑明辦完事情後才回來。1774年，德寶拉·裏德·富蘭克林中風去世，而班傑明依然在英格蘭辦事，直至1775年才回來。

### 威廉·富蘭克林

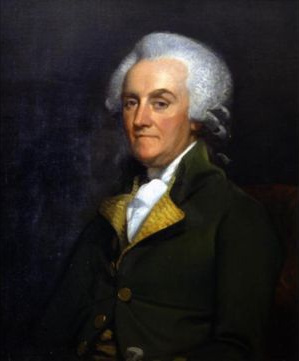
威廉·富蘭克林

1730年，24歲的富蘭克林公開承認自己有兒子私生子威廉，母親不明。他在費城接受教育。30歲時，威廉在1760年代初在倫敦學習法律。威廉也有個私生子，威廉·譚波爾·富蘭克林，生于1762年2月22日。母親不詳，孩子被寄養。1762年末，威廉迎娶巴巴多斯種植園主女兒伊麗莎白·唐斯。在威廉通過司法考試後，1763年班傑明幫助他取得新澤西最後一任皇家州長任命。
威廉是個保皇黨，在獨立戰爭中與父親決裂。老富蘭克林無法接受兒子的立場。1776年，威廉被新澤西革命政府推翻，在珀斯安波易業主大樓囚禁了一段時間。1782年，威廉跑到英軍駐紮的紐約。保皇黨協會是個準軍事化組織，總部在紐約，威廉成了協會領袖。 他們對新澤西、南康州、紐約北面進行遊擊戰突襲。當英軍撤離時，威廉·富蘭克林也一道前往英國。他住在倫敦，再沒有回來。1782年在與英國和談時，“ ... 班傑明·富蘭克林堅持要求武力反抗美國的保皇黨不納入此條款（他們能得到大赦）。毫無疑問，他想著威廉·富蘭克林。”

### 共濟會

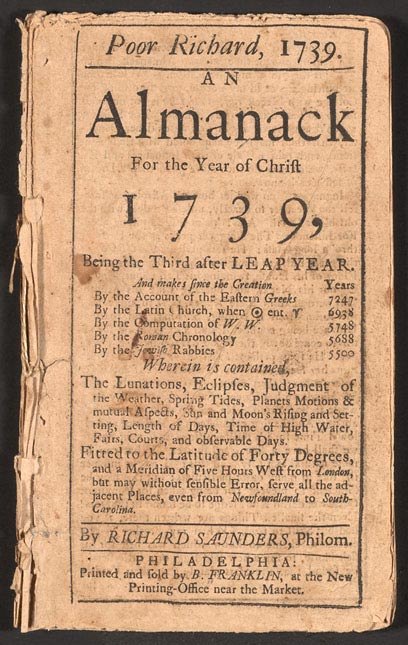
《窮理查年鑒》，1739年

1731年，富蘭克林進入當地共濟會，在1734年成為大師，反應他在賓州地位快速上升。同年，他編輯出版共濟會在美第一本書，翻版詹姆斯·安德森的《共濟會憲章》。富蘭克林余生都是會員。

### 成功作家
1733年，富蘭克林開始以筆名理查·桑德斯（Richard Saunders）出版著名的《窮理查年鑒》（內容包括原創和引用），深受大眾歡迎。富蘭克林常常用筆名寫作，這是毫無疑問的，但角色理查·桑德斯卻反復否認。“窮理查箴言”，其中格言，如“一分錢省下貴如兩便士”（常被誤當做“一分錢省下就是一分錢掙得”）以及“來訪的客人就像鹹魚，三天就會發臭”常被現代社會引用。世俗智慧就是在任何場合下給出恰當的格言，富蘭克林的讀者得以準備。每年能賣出一萬本，成為常態。1741年，富蘭克林開始出版《英屬美洲種植園綜合雜誌和歷史紀事》，是美國第一本月刊。
1758年，他不再續寫年鑒，改印《父親亞伯拉罕的布道》，或《致富之路》富蘭克林的《自傳》於1771年開始編輯，但在他逝世後出版，成為經典之作。
夏時制常被歸於富蘭克林在1784年匿名文章，這是錯誤。現代夏時制由喬治·弗農·哈德遜於1895年提出。

## 發明與科學
富蘭克林是個驚人的發明家，有避雷針、玻璃琴、富蘭克林壁爐、雙光眼鏡、靈便导尿管。富蘭克林從未申請專利，在自傳中他寫道：“... 在享受他人發明極大便利時，我們應該做出發明，助人為樂；要自由慷慨。”

### 電學
1746年，班傑明看到阿奇博德·斯賓塞用靜電做演講，開始探索電學富蘭克林認為電的“vitreous”和“resinous”並非不同的流體（當時觀點），而是同樣的流體受到不同壓力（威廉·沃森於同年獨立提出）。富蘭克林率先將其標註為正極和負極，發現電荷守恒定律。1748年，他制造多層電容，將11片玻璃夾住鉛板，用絲線吊住，連接導線，自稱“電池”（不是伏打電堆）。

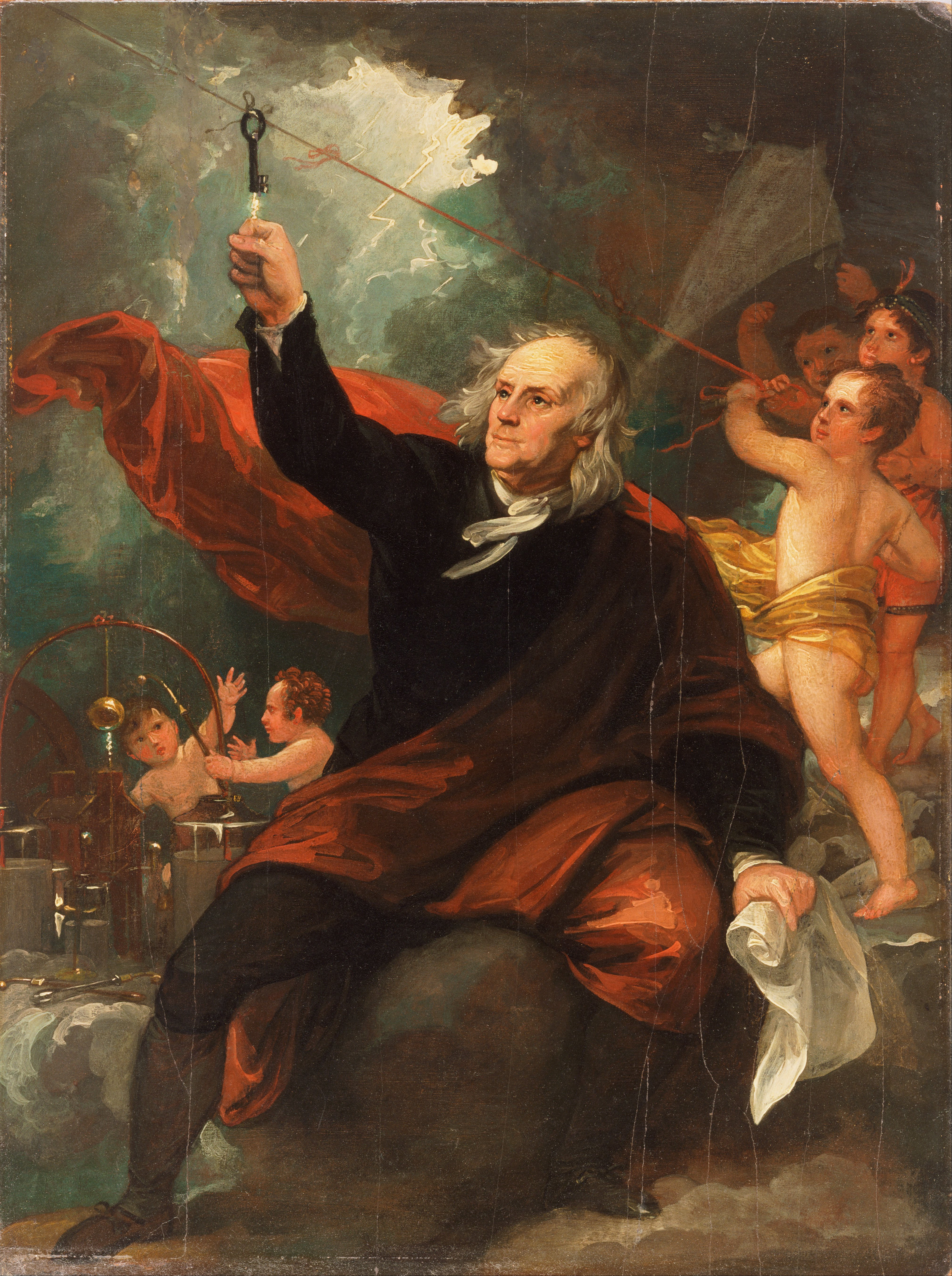
《班傑明·富蘭克林取電於天》，1816年，費城藝術博物館，班傑明·韋斯特繪

1753年，倫敦皇家學會表彰富蘭克林科普利獎章；1756年，他成為十八世紀為數不多的美國院士。哈佛耶魯向他頒發榮譽學位。cgs單位電荷由他命名：1富蘭克林（Fr）等於1靜庫侖。
1764年，老哈佛大堂失火，原先藏品全部被毀，富蘭克林建議大學收集新電學實驗設備。收集設備日後成為哈佛科學儀器歷史典藏的一部分，現陳列在哈佛科學中心，對外開放。
富蘭克林一度研究心臟刺激療法。

#### 風箏實驗和避雷針
1750年，富蘭克林出版實驗，認為通過暴風雨放飛風箏可以證明閃電是放電現象。1752年5月10日，法國的托馬斯-弗朗索瓦·達利巴爾驗證富蘭克林實驗，用40-英尺（12-）鐵棍代替風箏，從雲端收集到電火花。6月15日，富蘭克林可能在費城聖司提反聖公會教堂進行著名實驗，從雲端成功收集電火花。1752年10月19日，富蘭克林在《賓夕法尼亞報》描述該實驗，但沒有提到實驗人是自己。12月21日，該報告在皇家學會誦讀，在《哲學快報》刊登。1767年，約瑟夫·普利斯特裏在其《電學歷史與現狀》中出版細則。富蘭克林小心站在絕緣體上，在屋頂下避雨，以免遭到電擊。俄国格奧爾格·里奇曼教授進行類似的實驗時被電击致命。
在文章裏，富蘭克林提到危險，並給出確保安全措施，如接地。富蘭克林並未像流行小說敘述一般把風箏飛到天上被雷劈中，否則有生命之虞。富蘭克林放飛風箏，在烏雲中收集電荷，說明打雷放電。 10月19日，富蘭克林致信英國重復實驗時寫道：
雨水打濕風箏線讓其導電，能發現電流不斷流向指旁鑰匙，用這個鑰匙可以給小瓶，或萊頓瓶充電。從中得到的電火花[可以]用來進行所有電學實驗，通常這是借助橡膠玻璃圓罩或管子完成的；因此打閃完全顯明相同的電性質。
富蘭克林電學實驗發明了避雷針。他稱尖銳而非圓鈍的端頂能夠遠距離平靜釋放。他猜測安裝“直立鐵棍，尖如針頭，鍍金防銹，在棍底連接導線，通向建築外地面... 棍頂便能夠在烏雲劈雷前安靜吸收電火花，由此保護我們免遭突然可怕的傷害！” 在自己房子上做了一系列實驗後，富蘭克林推動費城學院（現賓州大學）和賓州大堂（後獨立大廳）於1752年安裝了避雷針。

### 大西洋流

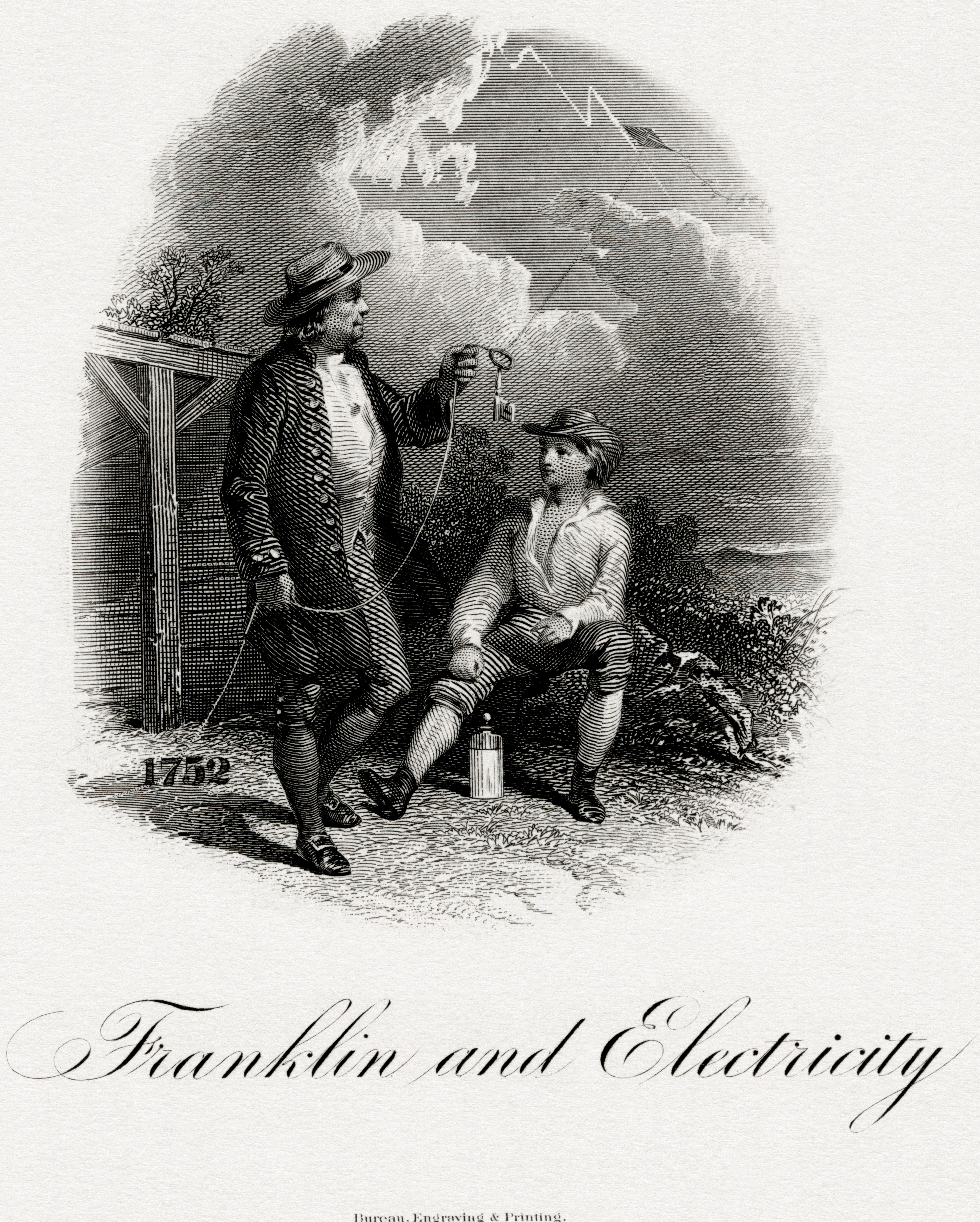
《富蘭克林與電》，鑄印局雕（1860年）

在做郵政代長時，富蘭克林開始對北大西洋流感興趣。1768年在英國時，他從殖民地海關局聽到抱怨：為什麽相比普通商船到羅得島紐波特，英國送信郵船到紐約要多出幾周？商船發自倫敦，航程更長更復雜，而郵船發自康沃爾郡法爾茅斯。
富蘭克林問自己的堂兄、楠塔基特捕鯨船長提莫太·福爾傑，回復稱商船規避強烈的向東海中央洋流。郵船則迎頭駛入，頂著不利的3英里每小時（5每小時）洋流。富蘭克林與福爾傑和其它老練船長一道研究，繪制洋流，稱其為灣流。
1770年，富蘭克林的灣流圖在英國出版遇冷。之後，灣流圖於1778年在法國、1786年在美國出版。原版是英國版，遇冷後被認為遺失，直到1980年伍茲霍爾海洋研究員、灣流專家菲爾·理查德森在巴黎法國國家圖書館重新發現。《紐約時報》對其整版頭條報道。
英國船長多年後才采納富蘭克林導航建議；這使得航程縮短了兩周。1853年，海洋學家、制圖師馬太·方丹·莫裏註意到雖然富蘭克林繪制編訂了灣流，但他並不是發現者：
雖然富蘭克林博士和提莫太·福爾傑船長率先將灣流繪入導航圖，但灣流不能說是他們發現的，十六世紀的 皮特·德安吉拉和 漢弗萊·吉爾伯特爵士已經註意到它。

### 人口研究
富兰克林对新兴的人口学产生重大影响。托马斯·马尔萨斯因研究人口增长率著名，他称赞富兰克林的贡献。卡曼和德雷克称富兰克林的《人口增长观察》（1755年）与以斯拉·斯泰尔斯的《基督团体讲述》（1760年）一道成为十八世纪美国盎格鲁裔人口学主要作品。；德鲁克认为富兰克林颇富“广大领导力和先见之名”。
在1730-1740年代，富兰克林开始注意到人口增长，发现当时的美国人口增长速度世界之最。富兰克林强调人口增长取决于食物供给（日后马尔萨斯加以发展），美国农田富饶多产。他计算美国人口每12年翻倍，在一个世纪内会超过英国。1751年，他撰写《人口增长观察》。四年后，报告在波士顿匿名发表，很快在英国见面，影响了经济学家亚当·斯密和马尔萨斯。富兰克林的预测让英国领导人警觉，他们不愿意这样，希望对殖民地经济多加限制。
富兰克林是奴隶人口研究的先锋，在1755年的文章里加以研究。

### 光波理論
富蘭克林和同時代的萊昂哈德·歐拉是少數支持克裏斯蒂安·惠更斯光波論的科學家，當時的科學界無視光波論。十八世紀艾薩克·牛頓的微粒論占主流，直到1803年托馬斯·楊的雙縫實驗才讓多數科學家註意惠更斯理論。

### 氣象學
1743年10月21日，據流行傳說，從西南吹來的烏雲擋住富蘭克林看月食。他註意到盛行風其實從東北吹過來，與預期正好相反。他從哥哥那裏得知雖然波士頓在費城東北，同樣那片烏雲在月食後才到達波士頓。由此，他推斷烏雲沒有順著盛行風的方向飄移。這一觀點大大影響了氣象學。
1783年，冰島拉基火山噴發，以及之後1784年歐洲寒冬，富蘭克林研究了這兩個不相關事件的聯系，在講授中提到這些。

### 牽引風箏
雖然班傑明·富蘭克林以閃電風箏實驗出名，他也用風箏在水面上拉人拖船。喬治·波考克的著作中用風箏拉人漂過水面是得到富蘭克林啟發。晚年，他提議用這一方式拖船。

### 冷卻

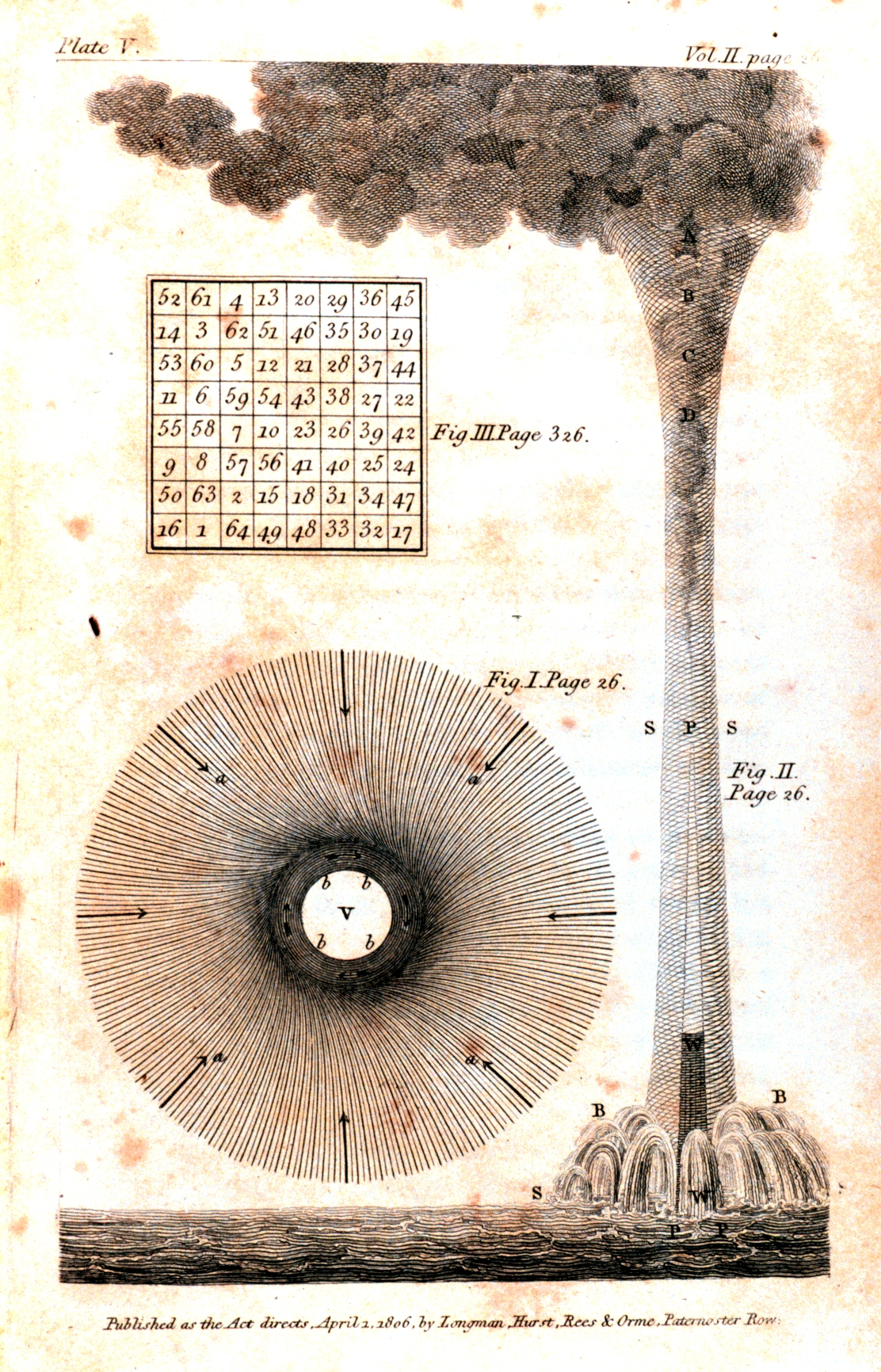
論文內海龍捲風插圖

一個熱天裏，富蘭克林穿著濕衣服吹風比穿乾衣服涼快，由此注意到制冷原理。為了更多理解現象，富蘭克林做出實驗。1758年暖和的一天，他在英國劍橋和科學家約翰·哈德裏一道往水銀溫度計噴乙醚，並用風箱吹風。隨著蒸騰繼續，溫度計讀數下降至7 °F（−14 °C）。另一溫度計常溫讀數維持在65 °F（18 °C）。在信件《蒸騰冷卻》富蘭克林稱：“看來人可以凍死在酷暑裏。”

### 温度对导电性影响
据迈克尔·法拉第，虽然电解液化效应不能归功于富兰克林，但他对非导体冰的实验值得一提。不过，宾州大学A·D·巴赫教授在1836年报告中称非导体加热导电效应，如气体，可以归功于富兰克林。富兰克林写道：“... 加热些许能够使一些非导体变得导电良好， ...”“... 水虽然是自然良好导体，冻冰时不再导电。”

### 海洋学
年老的富蘭克林匯集海洋學發現於《海事觀測》，1786年由哲學會《快報》出版。文集包括海錨、雙體船外殼、水密艙、船體避雷針和能在風暴天氣保持穩定的湯碗。

### 決策
在1772年致約瑟夫·普利斯特裏的信件裏，富蘭克林给出最初的正反列表，這是常見的決策技巧，即決策平衡表：
... 我的辦法是用條線把紙分兩列，一邊寫正，另一邊寫反。在思考三四天後，我在兩邊記下筆記，記錄支持或反對的不同動機。在統一意見時，我努力掂量；若一邊一個，勢均力敵，就都劃去。若一個“正”差不多合兩個“反”，就劃掉三個。如果兩個“反”約合三個“正”，就劃去五個。這樣，我看到表格平衡所在。如果一兩天後沒有重要新意，就由此決定了。

### 水面浮油
坐船時，富蘭克林注意到當廚子倒餿水時，船的尾跡不見了。他在倫敦克拉珀姆公地大池塘研究效果：“我用一壺油，倒一些在水面上 ... 雖然不過一勺子，但立刻讓幾平方碼的水面平靜下來。”之後，他在“手杖中空藏油”，用這個把戲來“平靜水面”。

## 音樂

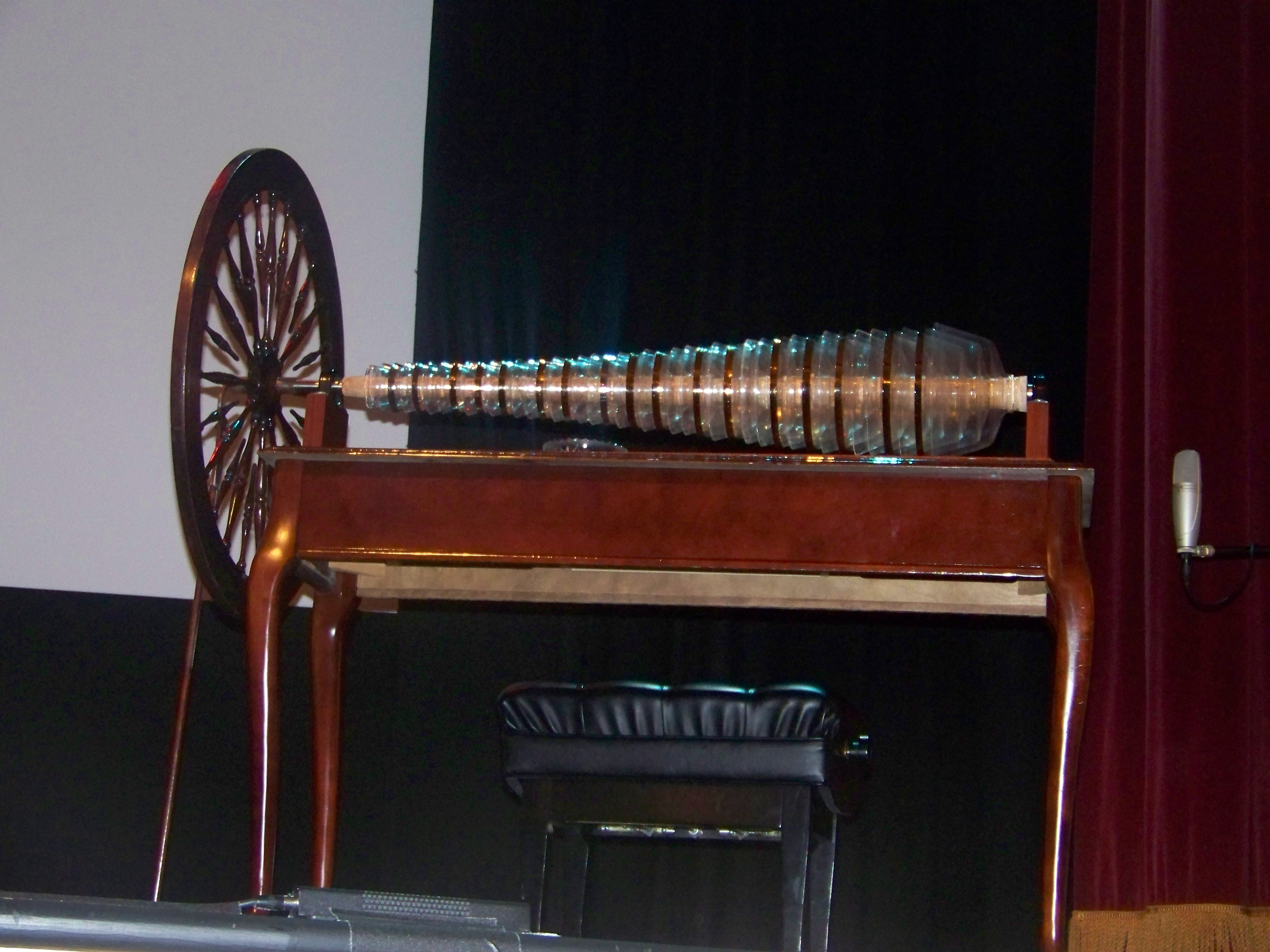
玻璃琴

富蘭克林能夠演奏小提琴、豎琴和吉他。他也能譜曲，如古典樂弦樂四重奏。在倫敦時，他制造了改良的玻璃琴，與之前的相反是玻璃在桿子上轉動，樂手手指握住。他與倫敦玻璃匠人查爾斯·詹姆斯一道制作，類似樂器很快出現在歐洲其它地區。

## 西洋棋
富蘭克林好玩西洋棋。他從1733年玩起，使得他成為殖民地第一位知名棋手。1786年12月，他在《哥倫比亞》雜誌上發表《西洋棋之道》是美國第二篇有關西洋棋的文章。文章大贊西洋棋，給出下棋行為準則，多次再版譯文。他和朋友用下棋來學習意大利語，贏家布置語法作業，輸家下次要背誦出來。
做公務員及出使英國（歐洲比美國棋下得好）時，富蘭克林棋逢高手，得以進步。他常去倫敦老屠夫咖啡屋下棋社交，與要人接觸。到訪及日後出使巴黎時，他去了知名的Café de la Régence，法國最佳棋手定時匯聚咖啡屋。他的棋局沒有記錄，無法用現代尺度衡量。
1999年，富蘭克林進入美國世界西洋棋名人堂。費城富蘭克林商業西洋棋俱樂部是美國第二老的西洋棋俱樂部，以他名字命名。

## 经历
1736年班傑明·富蘭克林組建了北美第一支志願消防隊。
班傑明·富蘭克林1743年開始籌備一家學院，八年後學院成立，即為賓州大學的前身。與此同時，他開始研究電及其他科學问题。
1748年，班傑明·富蘭克林退出了他的印刷生意，不過他仍然能從他的合夥人手中分得印刷店可觀的利潤，亦因此有時間進行他各项發明和研究，當中包括了他對電的研究。
1751年班傑明·富蘭克林在賓夕法尼亞州成立了一家醫院。這醫院日後成為全美國的首家醫院。
班傑明·富蘭克林同時是一名出色的公職人員。不過他亦因為曾以權力替親人謀求進昇，使他的公務生涯蒙上污點。他最重要的政治成就包括改革北美的郵政系統，以及出任外交職位，分別代表北美殖民地與宗主國英國打交道，以及之後出使法國。
1754年，他率領賓夕法尼亞州代表參加在紐約州奥尔巴尼舉行的殖民地大會，提出各殖民聯合的計劃。雖然當時計劃沒有被接納，但當中的不少內容之後被放進了美國的憲法內。1757年，他代表賓夕法尼亞州人到英國向英王陳述，居住了五年，期間向英國人民及政府官員闡述了殖民地的狀況和意見。牛津大學因為他在科學上的成就，在這段時間頒贈他榮譽博士學位。他亦是在這段時間為威廉·富兰克林奔走，使他成功當上新澤西州的州長。

1764年班傑明·富蘭克林再度代表賓夕法尼亞州到英格蘭。在倫敦時他极力反對1765年英國對殖民地開徵的《印花稅法案》。但是班傑明·富蘭克林同時為他的私交朋友取得美洲印花稅代理人的職位，他的誠信令民眾支持度大為受損。一般相信這次事件令班傑明·富蘭克林在日後再沒有當上更高民選職位。縱使他令這法案成功得到取消，公眾對他的支持已不再復返。但他仍然為美洲殖民地效力，在美國革命前替殖民地向英國陳情。這亦導致了班傑明·富蘭克林和他效忠英王的私生子威廉·富兰克林決裂。

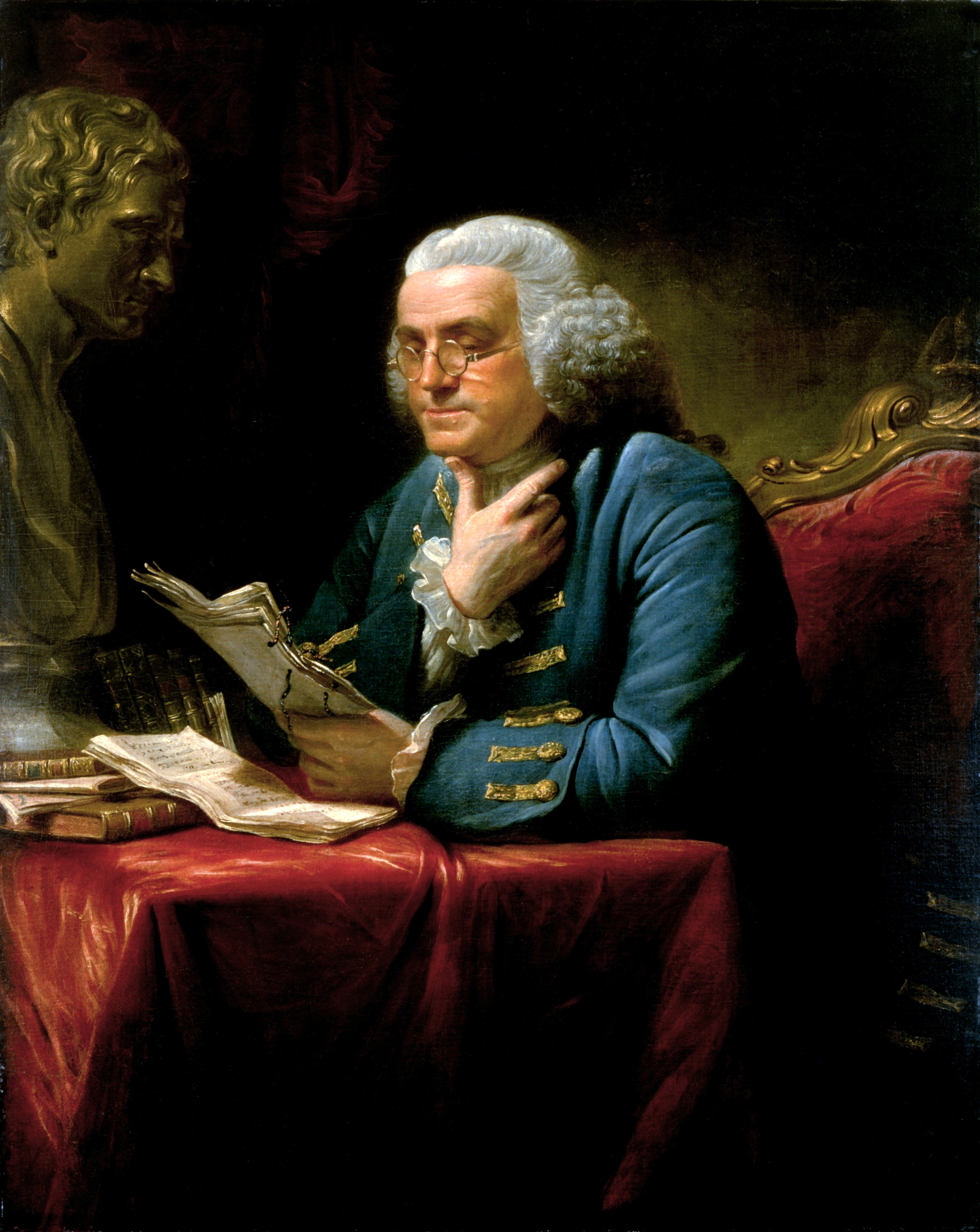
本杰明·富兰克林画像，由戴维·马丁 (艺术家)于1767年创作

1767年，班傑明·富蘭克林到了法國，受到法國人的熱烈歡迎。1775年3月，从英国伦敦回到北美洲。之后于費城，他被選為英國北美殖民地大陆会议的成員，参与起草《美國獨立宣言》。1776年，富蘭克林被派到法國任代表美國的專員，一直至1785年。在任其間他很受法國社會各階層的歡迎，有些富有的法國家族甚至流行以他的畫像裝飾畫廊。班傑明·富蘭克林出使法國十分成功，取得對初生美國来说非常重要的法美軍事同盟，以及談判簽訂了1783年的《1783年巴黎條約》。當班傑明·富蘭克林在1785年回到美國時，他對美國獨立所作出的貢獻只在華盛頓之下。
1787年，已經退休的班傑明·富蘭克林出席了修改美國憲法的會議，成為唯一同時簽署美國三項最重要法案文件的建國先賢。這三份文件分別是：《獨立宣言》，《1783年巴黎條約》，以及1787年的《美國憲法》。在這一年，富蘭克林捐款修建了以他命名的富兰克林·马歇尔大学。
鲜有人知的是，班傑明·富蘭克林雖是美國著名的建國元勳，但在美國革命爆发以前，他主要是作為外交人員，亦曾經強烈反對北美革命。在看到英國不可能繼續維持美洲殖民地統治之後，他才成為獨立運動的熱切支持者。直至1780年，他仍然考慮呼籲容許英國保持對美洲的主權，以換取殖民地的高度自治。

## 美德、宗教和個人信仰
富蘭克林強調：唯有當人民是貞潔的，新共和國才可能生存。他的一生便在探索這公民角色與個人美德之間的關係，就像Poor Richard所表達的箴言一樣。他認為有組織的宗教需留有好男人及他們的同胞，但他自己卻很少出席禮拜。當富蘭克林在巴黎會見了伏爾泰，便請這位了不起的傳道士保佑他的孫子，伏爾泰用英文說了「上帝和自由」，並加上這句話－「這是致贈給富蘭克林先生的孫子唯一適當的祝福」。
富蘭克林的雙親皆為虔誠的清教徒，他們加入了波士頓的老南教堂，這是波士頓最自由的清教徒會堂，富蘭克林也於1706年在那裡受洗禮。他的父親（一位貧困可憐的雜貨商）擁有科頓·馬瑟的著作《Bonnifacius (Essays to do Good)》的抄本，富蘭克林經常認為這對他的人生產生了關鍵性影響。富蘭克林的第一個筆名「Silence Dogood」就是在向這本書與馬瑟後來一篇知名的布道文致敬。書中亦提及成立志願協會對社會的好處，從科頓·馬瑟身上，富蘭克林得知成立這個協會將會對社會產生貢獻，但富蘭克林的組織能力才是影響美國人忍讓個性的最主要因素。
富蘭克林在1728年公開了他的信仰並出版了這本書，書中並未提及諸多清教徒們的思想，像救世、地獄、耶穌的神威等等。他也在1776年的自傳中澄清，自己身為一位自然神論者，仍然保有著對上帝的堅強的信念：道德善良的人們及清教徒對美國獨立的責任。（它便是富蘭克林在1787年6月的憲法大會中，告訴人們每日禱告詞的實踐內容。）在第一次大覺醒期間，富蘭克林對於福音派長老喬治·懷特腓來說，是一個熱心的支持者。富蘭克林並不強力支持懷特腓的理論，但對於「藉由做好事來規勸人們崇拜上帝」這部分，他卻是敬仰懷特腓的。富蘭克林出版了懷特腓所有的佈道和日誌，也因此促進了大覺醒。當富蘭克林停止去教會後，他在他的自傳中寫道：
「星期天是我學習的日子，而且我未曾懷疑過，就像神的存在－祂創造了這個世界，並以祂的遠見來治理，最令人接受的服務，便是對人類做些有益的事；我們的靈魂是不朽的，不論現在或未來，所有的罪犯都將受到懲處，而堅貞的美德都將受到讚賞。」

### 道德十三條

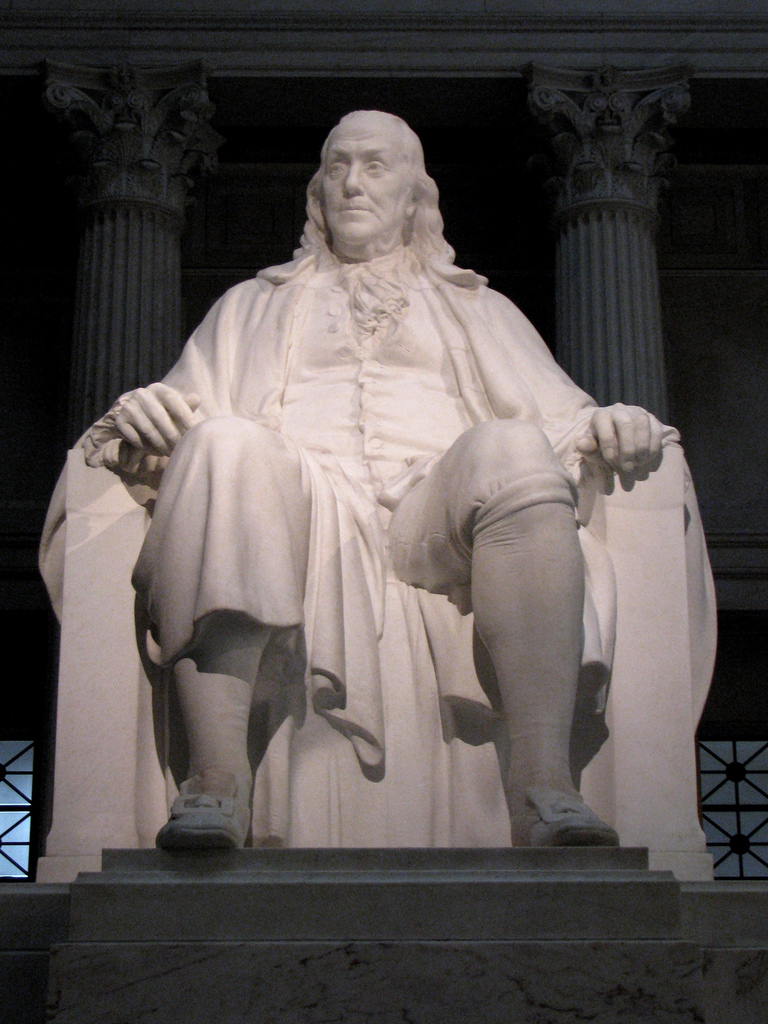
班杰明·费城富兰国家纪念馆雕像

1726年富蘭克林20歲，試圖總結出道德十三條，並在日後實踐。在自傳中，他列出：
1. “節制：食不過飽，飲不過量；”
2. “節言：於人於己不利的話不說，避免瑣碎的閑聊；”
3. “秩序：物件有所歸，辦事有定時；”
4. “決心：該做的事情一定要做，決心要做的事情一定要做好；”
5. “節儉：花錢要於人於己有利，決不浪費；”
6. “勤勞：珍惜時間， 時間要花在做有用的事情上，力戒無意義的舉動；”
7. “誠實：力戒虛偽欺詐，心存良知與公正，說話亦如此；”
8. “正直：不做有損他人的事情，要做對人們有益的事情，這是你的義務；”
9. “中庸：不走極端， 別人對你的冒犯， 若是正當，就要善於容忍；”
10. “整潔：身體、衣物以及住所，要保持清潔；”
11. “寧靜：對待瑣事、平常事或者不可避免之事，不可自擾；”
12. “貞節：不要縱欲過度，有傷身體，切忌損害自己或者他人的安寧和名譽；”
13. “謙虛：仿效耶穌與蘇格拉底。”

富蘭克林不是一蹴而就，而是每周一項，“等到一種美德養成了習慣，再實行下一項”。富蘭克林沒有完全做到，許多時候自認失敗，但這極大地促進自己進步，有助成功與幸福，因而在自傳裏用了更多篇幅研究该計劃，寫道：“因此我希望，我的一些子嗣能夠從效法榜樣中獲益。”

## 奴隸制

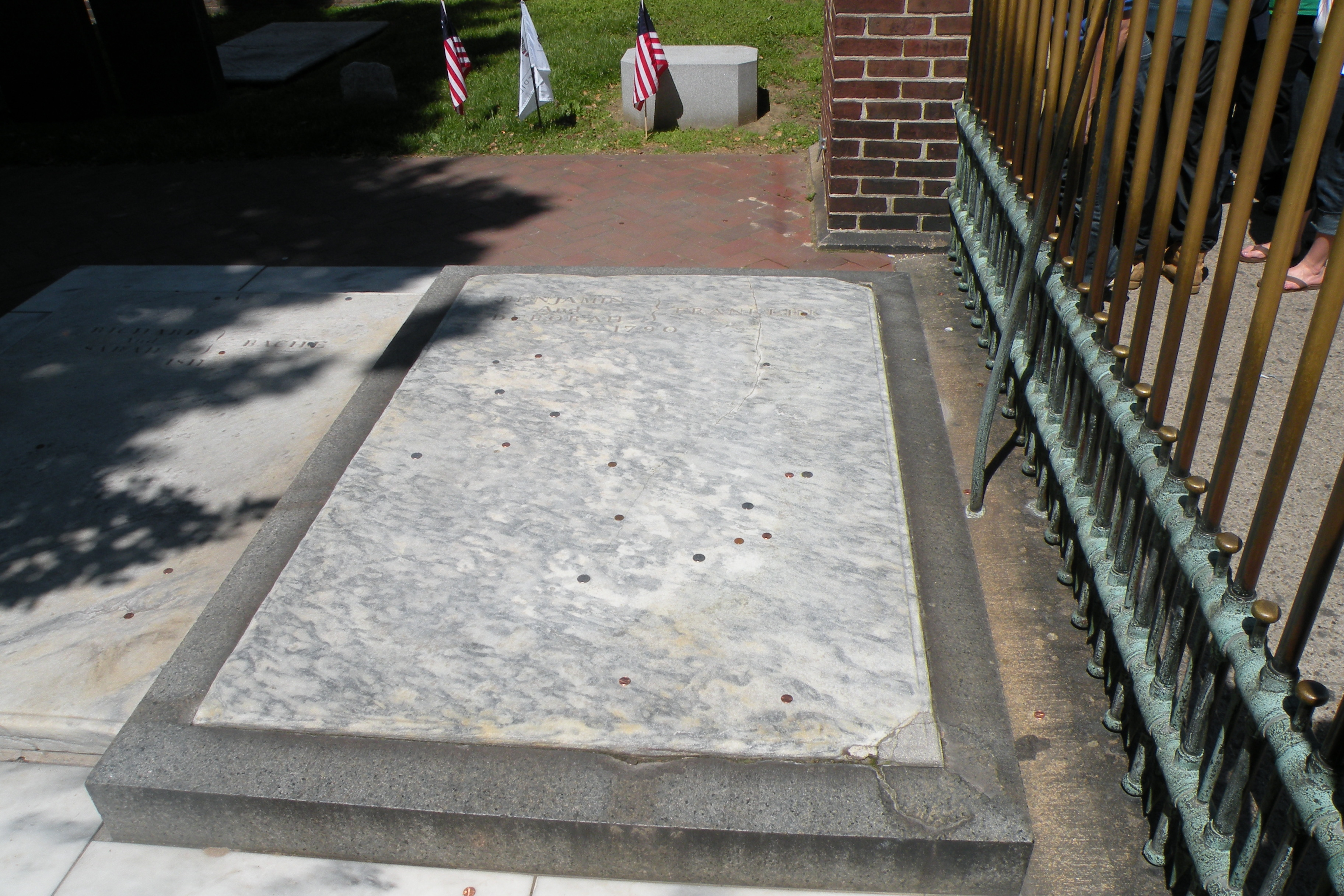
费城富兰克林墓

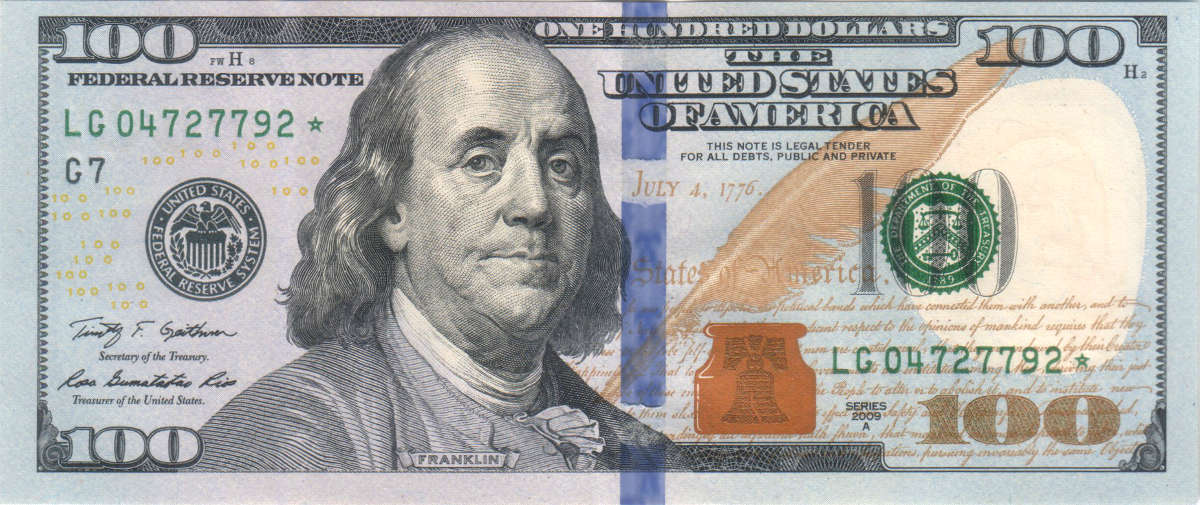
100美元纸币

富蘭克林少年時，英殖民地的非裔奴隸制度泛濫，沒有受到任何阻力。在他一生中，費城奴隸頗多。1750年，費城半數有產人蓄奴。城市碼頭工人有15%被奴役。富蘭克林蓄奴至多時有7人，2男在家裏和店裏工作。富蘭克林張貼販奴廣告和追逃懸賞，在店裏銷售奴隸。他在國際和國內奴隸貿易中取利，甚至在1740-50戰爭期間批評那些逃到英軍的奴隸。但是，富蘭克林之後變成了“謹慎廢奴者”，發言批評。1758年，富蘭克林倡議開設學校，為費城奴隸提供教育。去英國時，富蘭克林帶來彼得和金兩奴隸隨行，1756年，金在那裏離開。1758年，金為“薩福克的一位夫人”工作。根據普通法系和之後的尚利訴哈維案，富蘭克林能否追回金存疑，但他沒有下手。
1762年回來後，富蘭克林更加反對奴隸制。到1770年，他釋放自己的奴隸，攻擊奴隸制和販奴貿易。不過，他拒絕在1787年制憲會議公開討論。他傾向兩邊倒，沒有徹底與奴隸制劃分界限。
晚年時，國會被迫討論奴隸制問題，富蘭克林發文數篇強調廢奴和黑人融入社會的重要性。這些文章包括：
- 《致信公眾》（1789年）
- 《改善自由黑人的計劃》（1789年）
- 《西迪·麥哈穆·易蔔拉欣與奴隸貿易》[147]（1790年）[148]

1790年，紐約和賓州貴格會向國會遞交廢奴請願書。他們得到賓州廢奴會和會長富蘭克林的支持。

## 逝世後
富蘭克林在1790年4月17日逝世，與其妻合葬在费城Christ Church的墓地。
1928年以後每張百元美鈔上都印有班傑明·富蘭克林的肖像，再加上美元身為世界主要流通貨幣的重要性，導致班傑明·富蘭克林的長相廣為世界各地不少人所熟悉。
美國在線曾于2005年舉辦了票選活動《最偉大的美國人》，当中富蘭克林獲選為美國最偉大人物的第五位。

## 著作
- 《富兰克林自传》，中文版1929上海商务印书馆；
- 《富兰克林自传》1956，中文版1958三联书店。

## 備註
1. ↑  又譯范克廉[2]

## 更多阅读

### 传记
- Becker, Carl Lotus. "Benjamin Franklin", Dictionary of American Biography (1931) – vol 3, with links online （页面存档备份，存于）
- Brands, H. W. The First American: The Life and Times of Benjamin Franklin (2000) ISBN 978-0385495400 – scholarly biography; online free
- Crane, Vernon W. Benjamin Franklin and a rising people (1954) short biography by a scholar; online free
- Franklin, Benjamin. The Autobiography of Benjamin Franklin; many editions
- Gaustad, Edwin S. Benjamin Franklin (2006). doi:10.1093/acprof:oso/9780195305357.001.0001 online
- Isaacson, Walter. . New York: Simon & Schuster. 2003. ISBN 978-0743260848., popular biography; online free
- Ketcham, Ralph. Benjamin Franklin (1966) 228 pp online edition （页面存档备份，存于）, short biography by scholar
- Lemay, J. A. Leo. The Life of Benjamin Franklin, scholarly biography, 3 volumes appeared before the author's death in 2008
  - Volume 1: Journalist, 1706–1730 (2005) 568 pp ISBN 978-0812238549
  - Volume 2: Printer and Publisher, 1730–1747 (2005) 664 pp ISBN 978-0812238556
  - Volume 3: Soldier, Scientist, and Politician, 1748–1757 (2008), 768 pp ISBN 978-0812241211
- Morgan, Edmund S. Benjamin Franklin (2003), interpretation by leading scholar online free
- Schiff, Stacy, A Great Improvisation: Franklin, France, and the Birth of America, (2005) Henry Holt
- James Srodes, Franklin, The Essential Founding Father, (2002, softcover 2003, Regnery History) ISBN 978-0895261632 ISBN 978-0895261045
- Van Doren, Carl. . Viking. 1938. ISBN 978-1931541855., Pulitzer Prize winning biography; online free
- Wood, Gordon. The Americanization of Benjamin Franklin (2005) ISBN 978-0143035282, intellectual history by leading historian.
- Wright, Esmond. Franklin of Philadelphia (1986) ISBN 978-0674318106 – scholarly study

青年读者
- Asimov, Isaac. The Kite That Won the Revolution, a biography for children that focuses on Franklin's scientific and diplomatic contributions.
- Fleming, Candace. Ben Franklin's Almanac: Being a True Account of the Good Gentleman's Life. Atheneum/Anne Schwart, 2003, 128 pp. ISBN 978-0689835490.

### 学术研究
- Anderson, Douglas. The Radical Enlightenments of Benjamin Franklin (1997) – fresh look at the intellectual roots of Franklin
- Buxbaum, M.H., ed. Critical Essays on Benjamin Franklin (1987)
- Chaplin, Joyce. The First Scientific American: Benjamin Franklin and the Pursuit of Genius. (2007)
- Cohen, I. Bernard. Benjamin Franklin's Science (1990) – Cohen, the leading specialist, has several books on Franklin's science
- Conner, Paul W. Poor Richard's Politicks (1965) – analyzes Franklin's ideas in terms of the Enlightenment and republicanism
- Dull, Jonathan. Benjamin Franklin and the American Revolution (2010)
- Dull, Jonathan. A Diplomatic History of the American Revolution (1985)
- Dray, Philip. Stealing God's Thunder: Benjamin Franklin's Lightning Rod and the Invention of America. (2005). 279 pp.
- Ford, Paul Leicester. The Many-Sided Franklin (1899) online edition （页面存档备份，存于） – collection of scholarly essays
  - "Franklin as Printer and Publisher" （页面存档备份，存于） in The Century (April 1899) v. 57 pp. 803–18.
  - "Franklin as Scientist" （页面存档备份，存于） in The Century (September 1899) v.57 pp. 750–63. By Paul Leicester Ford.
  - "Franklin as Politician and Diplomatist" （页面存档备份，存于） in The Century (October 1899) v. 57 pp. 881–99. By Paul Leicester Ford.
- Gleason, Philip. "Trouble in the Colonial Melting Pot." Journal of American Ethnic History 2000 20(1): 3–17.
- Houston, Alan. Benjamin Franklin and the Politics of Improvement (2009)
- Lemay, J. A. Leo, ed. Reappraising Benjamin Franklin: A Bicentennial Perspective (1993) – scholarly essays
- Mathews, L. K. "Benjamin Franklin's Plans for a Colonial Union, 1750–1775." American Political Science Review 8 (August 1914): 393–412.
- McCoy, Drew R. . William and Mary Quarterly. 1978, 35 (4): 607–28. JSTOR 1923207.
- Merli, Frank J., and Theodore A. Wilson, eds. Makers of American diplomacy, from Benjamin Franklin to Henry Kissinger (1974) online free
- Newman, Simon P. "Benjamin Franklin and the Leather-Apron Men: The Politics of Class in Eighteenth-Century Philadelphia", Journal of American Studies, August 2009, Vol. 43#2 pp. 161–75; Franklin took pride in his working class origins and his printer's skills.
- Olson, Lester C. Benjamin Franklin's Vision of American Community: A Study in Rhetorical Iconology. (2004). 323 pp.
- Schiffer, Michael Brian. Draw the Lightning Down: Benjamin Franklin and Electrical Technology in the Age of Enlightenment. (2003). 383 pp.
- Stuart Sherman "Franklin" （页面存档备份，存于） 1918 article on Franklin's writings.
- Skemp, Sheila L. Benjamin and William Franklin: Father and Son, Patriot and Loyalist (1994) – Ben's son was a leading Loyalist
- Sletcher, Michael. 'Domesticity: The Human Side of Benjamin Franklin', Magazine of History, XXI (2006).
- Waldstreicher, David. Runaway America: Benjamin Franklin, Slavery, and the American Revolution. Hill and Wang, 2004. 315 pp.
- Walters, Kerry S. Benjamin Franklin and His Gods. (1999). 213 pp. Takes position midway between D H Lawrence's brutal 1930 denunciation of Franklin's religion as nothing more than a bourgeois commercialism tricked out in shallow utilitarian moralisms and Owen Aldridge's sympathetic 1967 treatment of the dynamism and protean character of Franklin's "polytheistic" religion.
- York, Neil. "When Words Fail: William Pitt, Benjamin Franklin and the Imperial Crisis of 1766", Parliamentary History, October 2009, Vol. 28#3 pp. 341–74

### 历史编纂学
- Waldstreicher, David, ed. A Companion to Benjamin Franklin (2011), 25 essays by scholars emphasizing how historians have handled Franklin. online edition （页面存档备份，存于）

### 一手资料
- Silence Dogood, The Busy-Body, & Early Writings (J.A. Leo Lemay, ed.) (Library of America, 1987 one-volume, 2005 two-volume) ISBN 978-1931082228
- Autobiography, Poor Richard, & Later Writings (J.A. Leo Lemay, ed.) (Library of America, 1987 one-volume, 2005 two-volume) ISBN 978-1883011536
- Bailyn, Bernard, The Ideological Origins of the American Revolution (1992)
- Benjamin Franklin papers, M. S. Coll. 900, University of Pennsylvania, Philadelphia, Pa. Finding aid[]
- Bailly, J.-S., "Secret Report on Mesmerism or Animal Magnetism", International Journal of Clinical and Experimental Hypnosis, Vol.50, No.4, (October 2002), pp. 364–368. doi:10.1080/00207140208410110
- Franklin, B., Majault, M.J., Le Roy, J.B., Sallin, C.L., Bailly, J.-S., d'Arcet, J., de Bory, G., Guillotin, J.-I. & Lavoisier, A., "Report of The Commissioners charged by the King with the Examination of Animal Magnetism", International Journal of Clinical and Experimental Hypnosis, Vol. 50, No. 4, (October 2002), pp. 332–363. doi:10.1080/00207140208410109
- The Papers of Benjamin Franklin online, Sponsored by The American Philosophical Society and Yale University
- Benjamin Franklin Reader edited by Walter Isaacson (2003)
- Benjamin Franklin's Autobiography edited by J. A. Leo Lemay and P. M. Zall, (Norton Critical Editions, 1986); 390 pp. text, contemporary documents and 20th century analysis
- Houston, Alan, ed. Franklin: The Autobiography and other Writings on Politics, Economics, and Virtue. Cambridge University Press, 2004. 371 pp.
- Ketcham, Ralph, ed. The Political Thought of Benjamin Franklin. (1965, reprinted 2003). 459 pp.
- Leonard Labaree, and others., eds., The Papers of Benjamin Franklin, 39 vols. to date (1959–2008), definitive edition, through 1783. This massive collection of BF's writings, and letters to him, is available in large academic libraries. It is most useful for detailed research on specific topics. The complete text of all the documents are online and searchable; The Index is also online，存档于（存檔日期 September 28, 2010）.
- "The Way to Wealth." Applewood Books; November 1986. ISBN 0918222885
- "Poor Richard's Almanack." Peter Pauper Press; November 1983. ISBN 0880889187
- Poor Richard Improved by Benjamin Franklin (1751)
- "Writings (Franklin)|Writings." ISBN 0940450291
- "On Marriage."
- "Satires and Bagatelles."
- "A Dissertation on Liberty and Necessity, Pleasure and Pain."
- "Fart Proudly: Writings of Benjamin Franklin You Never Read in School." Carl Japikse, Ed. Frog Ltd.; Reprint ed. 2003. ISBN 1583940790
- "Heroes of America Benjamin Franklin."
- "Experiments and Observations on Electricity." (1751)

## 外部連結

### 生平傳记和引導信息
- 富蘭克林晚年參與簽署三份法案文件的始末（页面存档备份，存于）
- 特别報道：公民本傑明的最大的美德（Citizen Ben's Greatest Virtues） （页面存档备份，存于） 美国时代周刊
- Guide to Benjamin Franklin （页面存档备份，存于） By a history professor at the University of Illinois.
- 班傑明·富蘭克林：一个非凡的人生（An extraordinary life） （页面存档备份，存于） PBS
- 班傑明·富蘭克林和電（The Electric Benjamin Franklin） （页面存档备份，存于） ushistory.org
- Benjamin Franklin: A Documentary History by J. A. Leo Lemay
- Benjamin Franklin 1706-1790 （页面存档备份，存于） 傳记文本 ： Rev. Charles A. Goodrich, 1856
- 班傑明·富蘭克林：音樂家和發明家 （页面存档备份，存于） Cecilia Brauer

### 在線班傑明·富蘭克林的寫作
- Yale edition of complete works
- Benjamin Franklin的作品  - 古騰堡計劃
- "Dialogue Between Franklin and the Gout" Creative Commons audio recording.
- Letter IV: Farther Experiments （页面存档备份，存于） pdf （页面存档备份，存于） and Letter XI: Observations in electricity （页面存档备份，存于） pdf （页面存档备份，存于）
- A Comprehensive Collection of Franklin’s Electrical Works: The Electrical Writings of Benjamin Franklin Collected by Robert A. Morse (2004)
- Franklin's 13 Virtues （页面存档备份，存于） Extract of Franklin's autobiography, compiled by Paul Ford.
- The Constitutions of the Free-Masons (1734). An Online Electronic Edition. （页面存档备份，存于） [pdf only] Edited and published by Franklin.
- Poor Richard's Almanac' （页面存档备份，存于）《穷理查历书》
- Franklin's Last Will & Testament Transcription.
- Articles of Belief and Acts of Religion
- To the Royal Academy of * * * * * (c. 1781)（Satirical writing on flatulence）

#### 班傑明·富蘭克林的自傳
- The Autobiography of Benjamin Franklin （页面存档备份，存于） Single page version （页面存档备份，存于）。ushistory.org
- The Autobiography of Benjamin Franklin （页面存档备份，存于） Project Gutenberg
- The Autobiography of Benjamin Franklin （页面存档备份，存于） LibriVox recording

| 前任： 首任        | 美國郵政部長 1775年－1776年     | 繼任： 理查德·貝奇   |
| 前任： 約翰·迪金森 | 賓夕法尼亞州州長 1785年－1788年 | 繼任： 托馬斯·米夫林 |